# Ярцев Костянтин Миколайович
Костянтин Миколайович Ярцев (29 червня 1917, місто Катеринослав Катеринославської губернії, тепер Дніпро, Дніпропетровська область — ?) — радянський партійний і державний діяч, 2-й секретар Дніпропетровського обласного комітету КП(б)У. Депутат Верховної Ради УРСР 5-го скликання (у 1962—1963 роках). Кандидат у члени ЦК КПУ у вересні 1961 — березні 1966 року.

## Життєпис
Освіта вища.
З червня 1941 року — в Червоній армії. Учасник німецько-радянської війни. Служив на базі транспортування паливних матеріалів Закавказького фронту, працював помічником начальника 57-ї контрольної лабораторії паливно-мастильних матеріалів відділу постачання палива 4-го Українського фронту.
Член ВКП(б) з 1944 року.
Потім перебував на партійній роботі.
До березня 1960 року — 2-й секретар Дніпропетровського міського комітету КПУ.
У березні 1960 — червні 1961 року — 1-й секретар Дніпропетровського міського комітету КПУ.
14 червня 1961 — січні 1963 року — 2-й секретар Дніпропетровського обласного комітету КПУ.
Працював доцентом у Дніпропетровському металургійному інституті, обирався деканом інженерно-економічного факультету.
Потім — на пенсії в місті Дніпропетровську.

## Звання
- старший технік-лейтенант
- інженер-капітан

## Нагороди
- орден Вітчизняної війни 2-го ст. (6.04.1985)
- ордени
- медаль «За оборону Кавказу» (1945)
- медаль «За бойові заслуги» (17.05.1945)
- медалі
- Почесна грамота Президії Верховної Ради Української РСР (19.03.1986)